# ماریکو موری

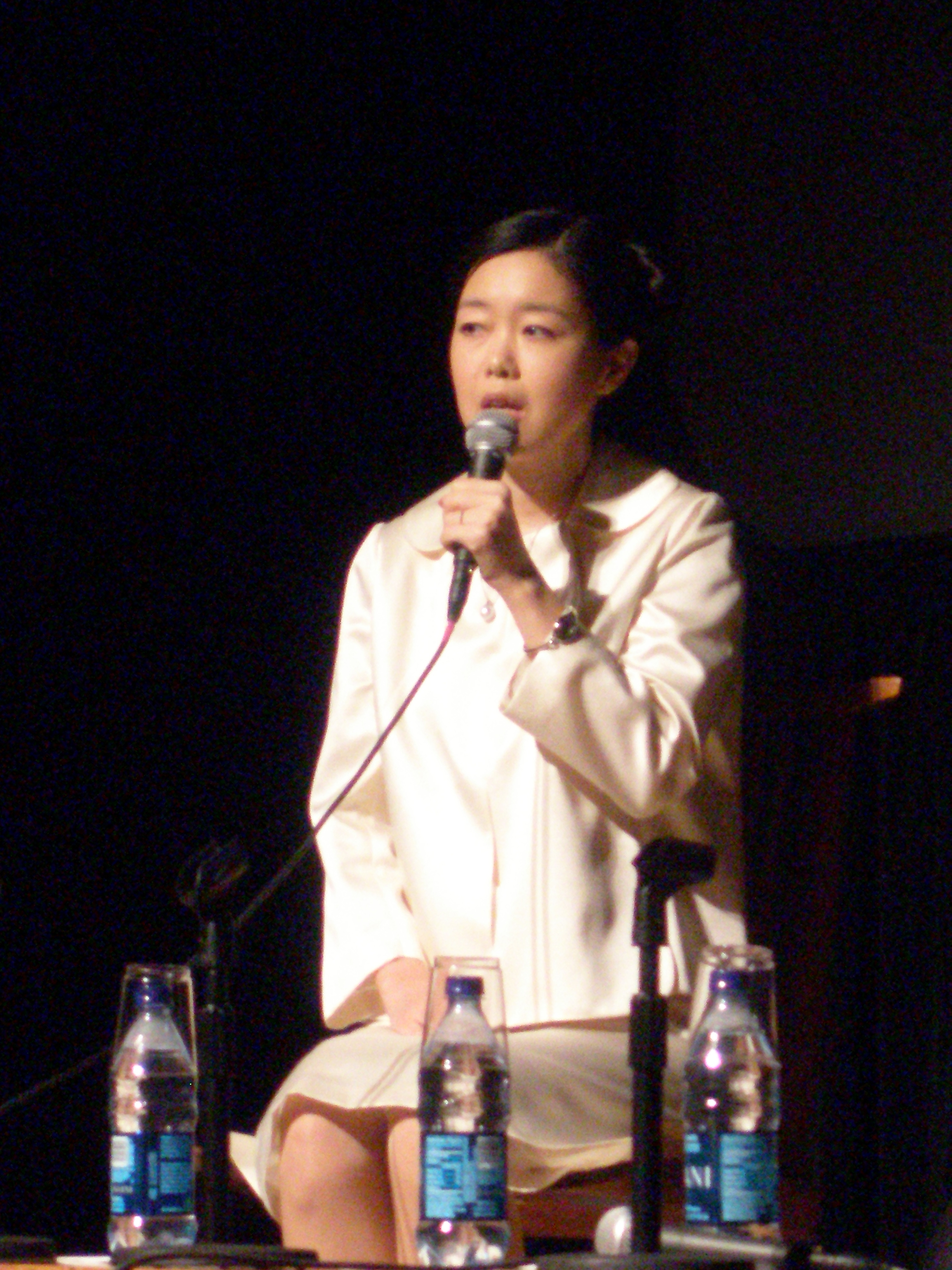
ماریکو موری در نشیت انجام هنر و طبیعت ژاپن، ۲۳ مارس ۲۰۱۰.

ماریکو موری (森 万里 子) (زاده ۱۹۶۷ در توکیو) یک هنرمند ویدئویی و عکاس ژاپنی است.
بخشی از تحصیلات و زندگی ماریکو موری در لندن، در کالج هنری چلسی، سپری شد. نمایشگاه‌های متعددی از او در سطح دنیا برپا شده که برخی از مهم‌ترین‌شان در این اماکن بوده‌است: موزه هنر معاصر توکیو، مرکز ژرژ پمپیدو پاریس، مؤسسه پرادا (میلان)، و موزه هنر معاصر شیکاگو.

اغلب کارها و آثار ماریکو از سوی شرکت‌های مطرح ژاپنی مثل "سونی" و "شیسیدو" حمایت مالی می‌شوند.
منابع اصلی کار موری، آمیزه‌ای است از فرهنگ ژاپنی و آموزه‌های بودایی که در کنار اینها، خودچهره‌نگاری، افسانه‌های ماشین‌گونهٔ مؤنث، تصویرسازی دیجیتالی،... را نیز باید افزود. ازاین‌رو، در توصیف شخصیت وی می‌گویند: او همه چیز است؛ از سیندی شرمن تا یک هنرمند یا مدلی از مد روز.
عکس‌ها، پیکره‌ها و ویدئوهای سه بعدی این هنرمند به نوعی در جستجوی هویت گمشده هستند و حالتی شناور در زمان دارند. ماریکو در پی آن است که عناصری از گذشته و آینده و عواملی از طبیعت و فناوری را باهم درآمیزد. در میان آثار مختلف، او در پی بی‌ثباتی هویت است. ازاین‌رو، خویش را در موقعیت‌هایی غیرعادی با لباس‌ها و پوشش‌هایی درخشان و پرزرق و برق، که خود طراحی نموده، نمایش می‌دهد.

## پیشینه
او در ۱۹۸۸ از کالج "بونکا فشن" توکیو دانش‌آموخته شد و بیشتر دوران نوجوانی خود را در آنجا به‌عنوان مدل‌های مد کار کرد. او چون از یکنواختی شرایط و محدودیت‌های موجود در کشورش احساس رضایت نمی‌کرد، رهسپار لندن شد و در سال‌های ۱۹۸۸ , ۸۹ به "مدرسه هنری بیام شا" رفت و سپس وارد کالج هنری چلسی در لندن شد (۹۲- ۱۹۸۹). از آنجا که طرح مطالعاتی مستقلی را شروع کرد، در سال‌های ۹۳-۱۹۹۲ به موزه هنر امریکایی ویتنی رفت و ادامهٔ کار و فعالیت خود را در آنجا پیش گرفت.